# المر برکشی
اِلِمِر بِرکِشی (مجاری: Berkessy Elemér; ۲۰ ژوئن ۱۹۰۵ – ۷ ژوئیهٔ ۱۹۹۳) بازیکن فوتبال و مربی اهل مجارستان بود. وی در باشگاه فوتبال فرنتس‌واروش و تیم ملی فوتبال مجارستان بازی می‌کرد. بعد از آن به اروپا غربی رفت، ابتدا قبل از انتقال به باشگاه فوتبال بارسلونا در لیگ ۱ تازه تأسیس با آر سی پاریس بازی کرد و برای پایان دادن به حرفه بازیکن خود در فرانسه در لیگ ۲ با باشگاه فوتبال لو آور بازی کرد.